# Монтекристо (сериал, 2023)
Монтекристо (на испански: Montecristo) е мексикански драматичен уеб сериал, продуциран от „Секвоя Студиос“ и „Уилям Леви Ентъртейнмънт“ за „ТелевисаУнивисион“ през 2023 г. Версията, разработена от Лидия Фрага и Хакобо Диас, е базирана на френския роман от 1844 г. „Граф Монте Кристо“ от Александър Дюма.
В главните роли са Уилям Леви и Есмералда Пиментел.

## Сюжет
Алехандро Монтекристо е енигматична фигура, който учудва общността и предизвиква безпокойство сред световния елит поради мистериозния произход на богатството си. Той е основател и главен изпълнителен директор на нова технологична компания, която предизвиква завистта и интереса на мнозина, сред които е и Фернандо Алварес Мондего, бизнесмен, свързан с испанската аристокрация, който иска да придобие компанията на Монтекристо. Това, което Фернандо не знае, е, че Монтекристо е човек, когото е познавал преди години и причината за появата му... е отмъщението, което търси.

## Актьори
- Уилям Леви – Едмундо Дантес / Алехандро Монтекристо
- Есмералда Пиментел – Айде Ернандес
- Роберто Енрикес – Фернандо Алварес Мондего
- Хуан Фернандес – Кристобал Ерера
- Силвия Абаскал – Мерседес Ерера
- Ицар Атиенса – Елена Вилафорте
- Гиомар Пуерта – Алба Мондего
- Ектор Ноас
- Франки Мартин – Джаки
- Владимир Крус
- Алберто Олмо
- Роберто Сан Мартин
- Хавиер Годино
- Хулия Рейна
- Ана Алварес
- Андрю Тарбет
- Рамон Ескинас

## Премиера
Премиерата на сериала е по стрийминг платформата на „ТелевисаУнивисион“ Vix на 14 април 2023 г.

## Списък с епизоди
- Епизод 1: Омраза (Odio); излъчен в Мексико на 14 април 2023, излъчен в България на 22 март 2025.

Монтекристо пристига в Испания в търсене на отмъщение. Той е разработил плана си до последния детайл, но омразата го заслепява и враговете му са по-могъщи, отколкото си мисли.
- Епизод 2: Минало (Pasado); излъчен в Мексико на 14 април 2023, излъчен в България на 23 март 2025.

Монтекристо влиза в леговището на вълка. В двореца на Кристобал той ще трябва да се изправи срещу миналото си и нова заплаха – някой го е разпознал. Отмъщението виси на косъм.
- Епизод 3: Привличане (Atracción); излъчен в Мексико на 14 април 2023, излъчен в България на 29 март 2025.

Елена е привлечена от Монтекристо, но не му е лесно да направи крачка напред с нея. И още по-малко сега, когато Айде може да го напусне.
- Епизод 4: За любовта (Por amor); излъчен в Мексико на 14 април 2023, излъчен в България на 29 март 2025.

Монтекристо излага живота си на риск, за да помогне на Айде. За него става все по-трудно да потиска чувствата си към нея, но призрак от миналото се появява отново, за да промени всичко.
- Епизод 5: Триъгълник (Triángulo); излъчен в Мексико на 14 април 2023, излъчен в България на 30 март 2025.

Мерседес се завръща и Монтекристо се разкъсва между старата и новата си любов, обидата и прошката.
- Епизод 6: Отмъщение (Venganza); излъчен в Мексико на 14 април 2023, излъчен в България на 30 март 2025.

Една трагедия ускорява отмъщението на Монтекристо. Опустошен от мъка и вина, той се заема да унищожи враговете си, дори с цената на живота си и проклятие на душата си.

## Продукция

### Развитие
На 13 януари 2022 г. е обявено, че „Пантая“, „Секвоя Студиос“ и „Уилям Леви Ентъртейнмънт“ ще съпродуцират адаптация на романа на Александър Дюма от 1844 г. „Граф Монте Кристо“. Записите започват през юни 2022 г. в Мадрид и на Канарските острови. На 24 януари 2023 г. е обявено, че премиерата на сериала ще бъде в стрийминг платформата Vix, след придобиването на „Пантая“ от „ТелевисаУнивисион“.

### Кастинг
През януари 2022 г. е обявено, че Леви ще играе главната мъжка роля. През април 2022 г. е обявено, че Есмералда Пиментел ще играе главната женска роля в сериала.

## Версии
- Монтекристо, аржентинска теленовела от 2006 г., продуцирана от „Телефе Контенидос“, с участието на Пабло Ечари, Паола Крум и Хоакин Фуриел.
- Монтекристо, чилийска теленовела от 2006-2007 г., продуцирана от „Мега“, с участието на Гонсало Валенсуела, Алин Купенхайм, Ингрид Исенс и Томас Видиея.
- Монтекристо, мексиканска теленовела от 2006-2007 г., продуцирана от Рита Фусаро за „ТВ Ацтека“ в сътрудничество с „Телефе Интернасионал“, с участието на Силвия Наваро и Диего Оливера.
- Монтекристо, колумбийска теленовела от 2007-2008 г., продуцирана от Хуан Карлос Виямисар за „Каракол“, с участието на Хуан Карлос Варгас, Паола Рей и Раул Гутиерес.
- Яго, мексиканска теленовела от 2016 г., продуцирана от Кармен Армендарис за „Телевиса“, с участието на Иван Санчес и Габриела де ла Гарса.

## В България
Премиерата на сериала в България е на 22 март 2025 г. по Би Ти Ви Стори. Ролите озвучават актьорите Татяна Захова, Светлана Смолева, Георги Стоянов, Симеон Дамянов, Явор Караиванов. Преводач е Силвия Вълкова, тонрежисьор – Георги Калудов, а режисьор на дублажа е Веселина Стоилова. Обработката е на студио „Ви Ем Ес“.